# New York Liberty 2016
La stagione 2016 delle New York Liberty fu la 20ª nella WNBA per la franchigia.
Le New York Liberty vinsero la Eastern Conference con un record di 21-13. Nei play-off persero al secondo turno con le Phoenix Mercury (1-0).

## Roster
| N° | Naz.                   | Ruolo | Sportivo         | Anno | Alt. | Peso |
| -- | ---------------------- | ----- | ---------------- | ---- | ---- | ---- |
| 1  | Stati Uniti (bandiera) | G     | Shavonte Zellous | 1986 | 178  | 85   |
| 2  | Canada (bandiera)      | A     | Adut Bulgak      | 1992 | 193  | 71   |
| 5  | Stati Uniti (bandiera) | G     | Shoni Schimmel   | 1992 | 175  | 73   |
| 8  | Stati Uniti (bandiera) | C     | Carolyn Swords   | 1989 | 198  | 93   |
| 9  | Australia (bandiera)   | A     | Rebecca Allen    | 1992 | 188  | 74   |
| 10 | Stati Uniti (bandiera) | G     | Epiphanny Prince | 1988 | 175  | 76   |
| 12 | Stati Uniti (bandiera) | G     | Lindsey Harding  | 1984 | 173  | 63   |
| 14 | Stati Uniti (bandiera) | G     | Sugar Rodgers    | 1989 | 175  | 73   |
| 15 | Stati Uniti (bandiera) | G     | Brittany Boyd    | 1993 | 175  | 71   |
| 17 | Svezia (bandiera)      | C     | Amanda Zahui     | 1993 | 196  | 113  |
| 22 | Stati Uniti (bandiera) | G     | Ameryst Alston   | 1993 | 175  | 81   |
| 30 | Stati Uniti (bandiera) | G     | Tanisha Wright   | 1983 | 180  | 75   |
| 31 | Stati Uniti (bandiera) | C     | Tina Charles     | 1988 | 193  | 90   |
| 32 | Stati Uniti (bandiera) | A     | Swin Cash        | 1979 | 185  | 74   |
| 41 | Stati Uniti (bandiera) | C     | Kiah Stokes      | 1993 | 191  | 86   |

## Staff tecnico
- Allenatore: Bill Laimbeer
- Vice-allenatori: Katie Smith, Herb Williams
- Preparatore atletico: Rosemary Ragle
- Preparatore fisico: Kevin Duffy